# Catasticta suasa
Catasticta suasa är en fjärilsart som beskrevs av Johannes Karl Max Röber 1908. Catasticta suasa ingår i släktet Catasticta och familjen vitfjärilar. Inga underarter finns listade i Catalogue of Life.